# Goldfrapp
Goldfrapp es un dúo inglés de synth pop e indie pop  formado por Alison Goldfrapp y Will Gregory. Ambos se unieron en 1999 para formar el dúo, cuya música se basa en melodías eléctricas y en la electrónica experimental. 

## Historia
Alison Goldfrapp era estudiante de Arte en la Universidad de Middlessex, y había experimentado haciendo mezclas sonoras y visuales. Por aquel entonces colaboró con Tricky en su debut Maxinquaye (1995). De esta forma se dio a conocer, y colaboró en álbumes de artistas electrónicos más consolidados, como Orbital.
Alison siguió perfeccionando sus propias composiciones audiovisuales y, gracias a un amigo, una de sus maquetas llegó a manos de Will Gregory, quien se puso en contacto con ella viendo que sus gustos y tendencias musicales tenían mucho en común. El apellido de Alison sería el nombre escogido para el dúo: Goldfrapp.
En 1999 la compañía discográfica Mute Records los fichó y les concedió la libertad creativa necesaria para elaborar el que sería su álbum debut, Felt Mountain, publicado en 2000.
Tan solo con su primer sencillo, Lovely Head, la crítica y el público pronto se fijaron en su música. La revista musical inglesa NME les dio muy buenas críticas, creando una gran expectativa. De hecho, Felt Mountain, fue considerado como uno de los mejores discos del año. 
Su éxito traspasó el Reino Unido, llegando hasta el resto de Europa y los Estados Unidos, apareciendo en diversos festivales europeos y agotando localidades en ciudades como Nueva York y Los Ángeles. La revista estadounidense Rolling Stone dijo que el disco de Goldfrapp era simplemente impresionante.
Su disco debut estaba inundado de una estética decadente y un aire cabaretesco y cinematográfico. 
Con su segundo trabajo, Black Cherry, publicado en 2003, evolucionaron hacia otros sonidos. Si en su primer disco el dúo apostó por ambientes de bandas sonoras, melancólica poesía, ritmos aterciopelados y suaves experimentaciones, en su segundo álbum se volcaron en la espontaneidad de la música disco y la inmediatez de los ritmos ochenteros. 
Su tercer álbum de estudio, Supernature, que salió a la venta en 2005, continúa en la estela rítmica y bailable de su predecesor. Encontramos épica bailable, música marcada por un componente sexual y elegante en un disco pensado tanto para escuchar en casa como para la pista de baile y en el que encontramos sencillos tan rotundos como Ooh La La, que fue remezclado, entre otros, por Tiefschwarz.
Con su cuarto álbum, Seventh Tree, publicado en 2008, se apartaron del estilo discotequero de los dos anteriores, recuperando el sonido de su debut. Contaron, por primera vez, con un productor, Mark Ellis, que ha trabajado con artistas de renombre como U2 o PJ Harvey. Además, también se iniciaron con este disco en el uso de la guitarra como instrumento de apoyo, labor para la que acudieron a músicos de estudio, ya que ninguno de los dos sabe tocarla.

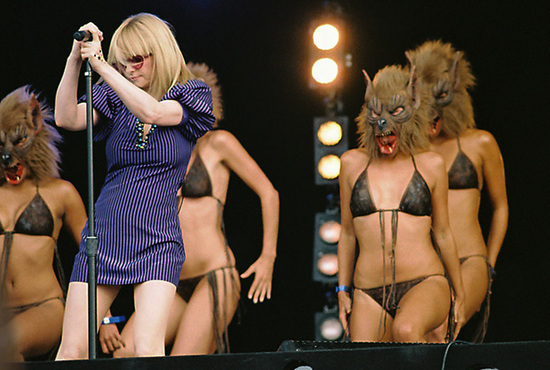
Alison Goldfrapp durante una actuación.

En 2009 se hicieron cargo de la banda sonora de la película Nowhere Boy, cinta biográfica de John Lennon que se basa en el libro escrito por su hermanastra Julia Bird Imagine This: Growing Up With My Brother John Lennon.
En 2010 publican el álbum Head First, en el que desarrollan un synth pop inspirado en los años 80. 
En febrero de 2012 lanzan su álbum de grandes éxitos The Singles, con la inclusión de dos nuevas canciones, Yellow Halo y Melancholy Sky.
A mediados de junio de 2013, el dúo anuncia su sexto álbum, Tales of Us, que fue publicado el 9 de septiembre del mismo año. El disco incluye diez canciones. El dúo confirmó a través de Twitter que el sonido del álbum se centraría en sonidos más suaves similares a los de su debut con Felt Mountain, así como su versión de 2008 del álbum Seventh Tree. Junto con este anuncio se produjo el relanzamiento de la página web del dúo que cuenta con una previsualización dirigida por Lisa Gunning. El 15 de julio de 2013 fue publicado el primer sencillo del álbum, Drew. En marzo de 2014, el sencillo Thea se lanzó en formato EP, que contenía versiones remezcladas.
En enero de 2017 confirmaron la publicación de Silver Eye, su séptimo álbum de estudio. Salió a la venta el 31 de marzo mediante la discográfica Mute Records. En la producción participaron John Congleton, The Haxan Cloak y Leo Abrahams, este último colaborador frecuente de Brian Eno. Estuvo precedido por el sencillo Anymore.
En mayo de 2018 lanzaron como sencillo una nueva versión de Ocean en la que incluye la colaboración del líder de Depeche Mode, Dave Gahan. Formará parte de la edición de lujo de Silver Eye y estará disponible a partir del próximo 6 de julio.

## Características
Aunque algunos critican la evolución de su sonido sobre todo con sus dos últimos discos, es indudable que Goldfrapp ha ido ganando cada vez más adeptos. El dúo fue nominado como mejor grupo alternativo en los MTV Europe Music Awards. 
En sus conciertos, el dúo extiende a la estética el ambiente que propagan en sus discos, con dramatismo, glamour y sensualidad.
Sin duda los dos elementos principales del dúo son la voz de su cantante, Alison Goldfrapp, y la música de su compañero Will Gregory. Alison tiene una voz magnética y envolvente, que se fusiona a la perfección con la orquestación electroclash de Gregory. 
Todo esto desemboca en su característico sonido: música electrónica perfeccionista, hedonista y elegante.

## Miscelánea
- Han colaborado con Depeche Mode, haciendo una remezcla de su canción Halo, incluida en el recopilatorio de grandes éxitos Depeche Mode: Remixes 81-04. También colaboraron en la remezcla de A Pain That I'm Used To para incluirlo en el sencillo.

- Madonna ha reconocido que Goldfrapp le sirvió de inspiración a la hora de grabar su disco dance Confessions on a Dance Floor.

- La remezcla de su sencillo Ride on a White Horse, producido por el DJ Serge Santiago, es parte de la banda sonora del videojuego Need for Speed: Carbon.

- Han colaborado en el álbum Bionic, de Christina Aguilera.

- También colaboraron en 2003 con una remezcla de la canción This Is the New Shit de Marilyn Manson, en la cual cantan a dúo con el artista.

- Su canción Happiness, del álbum Seventh Tree, aparece en un anuncio publicitario del canal Syfy La (anteriormente Sci Fi).

- En mayo de 2011 realizaron una remezcla para Lady Gaga, de su sencillo Judas.

- Felt Mountain tiene varias versiones, una de ellas especial, pues aparece una versión del tema Physical de Olivia Newton-John.

- Su canción Rocket (en versión remezclada por DJ Tiësto), forma parte de la lista de temas del juego de puzles musicales Lumines: Electronic Symphony creado por Q? Entertainment para la consola portátil Sony Playstation Vita.

- Su canción Strict Machine fue usada en el anuncio publicitario de la consola GBA de la campaña "Who Are You" de Nintendo. Esta misma canción forma parte de la banda sonora del tercer capítulo de la cuarta temporada (Crocodile) de la serie Black Mirror.

## Discografía

### Álbumes de estudio
- 2000: Felt Mountain.
- 2003: Black Cherry.
- 2005: Supernature.
- 2008: Seventh Tree (Mute Records-EMI).
- 2010: Head First.
- 2013: Tales of Us.
- 2017: Silver Eye.

### Álbumes recopilatorios
- 2006: We Are Glitter (álbum de remezclas)
- 2012: The Singles.
- B-sides:

1. U.K. Girls (Physical) (4:53)
2. Sartorius (Live At Route Du Rock Malo) (4:48)
3. Little Death (Live at Shepherd's Bush Empire, London) (6:06)
4. Fondue Knights (Live at the Universal Hall, Berlin) (5:44)
5. Yes Sir (3:57)
6. White Soft Rope (feat. The Midwich Children Choir) (4:30)
7. Gone To Earth (3:22)
8. Beautiful (4:50)
9. All Night Operator (Part 1) (3:59)
10. Boys Will Be Boys (2:51)
11. Winter Wonderland.

### Sencillos
| Año  | Título                           | Mejor posición en charts | Mejor posición en charts | Mejor posición en charts | Mejor posición en charts | Mejor posición en charts | Mejor posición en charts | Mejor posición en charts | Mejor posición en charts | Mejor posición en charts | Mejor posición en charts | Álbum                       |
| Año  | Título                           | UK                       | ALE                      | AUS                      | BEL (Fla)                | IRL                      | ESP                      | SUI                      | Singles Sales            | Dance Songs              | Dance Sales              | Álbum                       |
| ---- | -------------------------------- | ------------------------ | ------------------------ | ------------------------ | ------------------------ | ------------------------ | ------------------------ | ------------------------ | ------------------------ | ------------------------ | ------------------------ | --------------------------- |
| 2000 | «Lovely Head»                    | —                        | —                        | —                        | —                        | —                        | —                        | —                        | —                        | —                        | —                        | Felt Mountain               |
| 2000 | «Utopia»                         | 131                      | —                        | —                        | —                        | —                        | —                        | —                        | —                        | —                        | —                        | Felt Mountain               |
| 2001 | «Human»                          | 100                      | —                        | —                        | —                        | —                        | —                        | —                        | —                        | —                        | —                        | Felt Mountain               |
| 2001 | «Utopia (Genetically Enriched)»  | 62                       | —                        | —                        | —                        | —                        | —                        | —                        | —                        | —                        | —                        | Felt Mountain               |
| 2001 | «Pilots (On a Star)/Lovely Head» | 68                       | —                        | —                        | —                        | —                        | —                        | —                        | —                        | —                        | —                        | Felt Mountain               |
| 2003 | «Train»                          | 23                       | —                        | —                        | —                        | —                        | —                        | —                        | 64                       | —                        | 10                       | Black Cherry                |
| 2003 | «Strict Machine»                 | 25                       | —                        | —                        | —                        | —                        | —                        | —                        | —                        | —                        | —                        | Black Cherry                |
| 2004 | «Twist»                          | 31                       | —                        | —                        | —                        | —                        | —                        | —                        | —                        | —                        | 18                       | Black Cherry                |
| 2004 | «Black Cherry»                   | 28                       | —                        | —                        | —                        | —                        | —                        | —                        | —                        | —                        | 15                       | Black Cherry                |
| 2004 | «Strict Machine '04»             | 20                       | —                        | 54                       | —                        | —                        | —                        | —                        | 36                       | 1                        | 3                        | Black Cherry                |
| 2005 | «Ooh La La»                      | 4                        | 82                       | 36                       | 62                       | 16                       | 1                        | 96                       | —                        | 1                        | 1                        | Supernature                 |
| 2005 | «Number 1»                       | 9                        | 73                       | —                        | —                        | 29                       | 11                       | —                        | 8                        | 1                        | 1                        | Supernature                 |
| 2006 | «Ride a White Horse»             | 15                       | —                        | —                        | —                        | 36                       | 7                        | —                        | 38                       | 29                       | 5                        | Supernature                 |
| 2006 | «Fly Me Away»                    | 26                       | —                        | —                        | —                        | 40                       | —                        | —                        | —                        | 6                        | —                        | Supernature                 |
| 2008 | «A&E»                            | 10                       | 98                       | 85                       | 38                       | 33                       | —                        | —                        | 2                        | 22                       | 1                        | Seventh Tree                |
| 2008 | «Happiness»                      | 25                       | —                        | —                        | —                        | —                        | —                        | —                        | —                        | —                        | —                        | Seventh Tree                |
| 2008 | «Caravan Girl»                   | 54                       | —                        | —                        | —                        | —                        | —                        | —                        | 25                       | —                        | 9                        | Seventh Tree                |
| 2008 | «Clowns»                         | 115                      | —                        | —                        | —                        | —                        | —                        | —                        | —                        | —                        | —                        | Seventh Tree                |
| 2010 | «Rocket»                         | 47                       | 32                       | 55                       | 69                       | 36                       | —                        | 50                       | 4                        | 1                        | 1                        | Head First                  |
| 2010 | «Alive»                          | —                        | —                        | —                        | —                        | —                        | —                        | —                        | 25                       | 1                        | 7                        | Head First                  |
| 2010 | «Believer»                       | 180                      | —                        | —                        | —                        | —                        | —                        | —                        | 31                       | 31                       | 6                        | Head First                  |
| 2011 | «Yellow Halo»                    | —                        | —                        | —                        | —                        | —                        | —                        | —                        | —                        | —                        | —                        | The Singles                 |
| 2012 | «Melancholy Sky»                 | —                        | —                        | —                        | —                        | —                        | —                        | —                        | —                        | —                        | —                        | The Singles                 |
| 2013 | «Drew»                           | —                        | —                        | —                        | 136                      | —                        | —                        | —                        | —                        | —                        | —                        | Tales of Us                 |
| 2013 | «Annabel»                        | —                        | —                        | —                        | —                        | —                        | —                        | —                        | —                        | —                        | —                        | Tales of Us                 |
| 2014 | «Thea»                           | —                        | —                        | —                        | —                        | —                        | —                        | —                        | 8                        | —                        | —                        | Tales of Us                 |
| 2017 | «Anymore»                        | —                        | —                        | —                        | —                        | —                        | —                        | —                        | —                        | —                        | —                        | Silver Eye                  |
| 2017 | «Systemagic»                     | —                        | —                        | —                        | —                        | —                        | —                        | —                        | —                        | —                        | —                        | Silver Eye                  |
| 2017 | «Everything Is Never Enough»     | —                        | —                        | —                        | —                        | —                        | —                        | —                        | —                        | —                        | —                        | Silver Eye                  |
| 2018 | «Ocean»(con Dave Gahan)          | —                        | —                        | —                        | —                        | —                        | —                        | —                        | —                        | —                        | —                        | Silver Eye (Deluxe Edition) |